# Adelshofen (Ansbach járás)
Adelshofen település Németországban, azon belül Bajorországban. Lakosainak száma 939 fő (2023. december 31.). Adelshofen Creglingen, Ohrenbach, Steinsfeld, Simmershofen és Uffenheim községekkel határos.

## Népesség
A település népessége az elmúlt időszakban az alábbi módon változott:
| Lakosok száma | 1180 | 920  | 970  | 975  | 984  | 979  | 964  | 955  | 950  | 939  |
|               | 1970 | 1975 | 2011 | 2012 | 2014 | 2015 | 2017 | 2019 | 2022 | 2023 |